# Europejski Festiwal Lekkoatletyczny 2015
15. Europejski Festiwal Lekkoatletyczny Bydgoszcz Cup – międzynarodowy mityng lekkoatletyczny, rozegrany 14 czerwca 2015 na stadionie imienia Zdzisława Krzyszkowiaka w Bydgoszczy.

## Rezultaty
Źródło:.
| MR – rekord mityngu \| NR – rekord kraju \| PB – rekord życiowy \| SB – najlepszy wynik w sezonie |

### Mężczyźni
| Konkurencja:                  | 1. miejsce          | Rezultat | 2. miejsce       | Rezultat | 3. miejsce        | Rezultat |
| Bieg na 200 m                 | Henricho Bruintjies | 20,62 PB | Karol Zalewski   | 20,64    | Kamil Masztak     | 20,82 PB |
| Bieg na 110 m przez płotki    | Dominik Bochenek    | 13,64 SB | Alexander John   | 13,66 SB | Alex Al-Ameen     | 13,70 SB |
| Bieg na 400 m przez płotki    | Patryk Dobek        | 49,38 SB | Niall Flannery   | 49,77 SB | Rafał Omelko      | 50,35 SB |
| Bieg na 3000 m z przeszkodami | Nelson Cherutich    | 8:41,27  | Dominic Kiptarus | 8:45,89  | Soufiane Elkounia | 8:49,42  |
| Skok o tyczce                 | Paweł Wojciechowski | 5,80 SB  | Michal Balner    | 5,60 SB  | Mareks Ārents     | 5,40     |
| Rzut dyskiem                  | Robert Urbanek      | 63,47    | Daniel Ståhl     | 60,55    | Ołeksij Semenow   | 59,64    |

### Kobiety
| Konkurencja:               | 1. miejsce        | Rezultat | 2. miejsce        | Rezultat   | 3. miejsce            | Rezultat   |
| Bieg na 100 m              | Marika Popowicz   | 11,28 PB | Anna Kiełbasińska | 11,34 PB   | Lina Grinčikaitė      | 11,52 SB   |
| Bieg na 400 m              | Anyika Onuora     | 51,67 SB | Martyna Dąbrowska | 52,23 PB   | Justyna Święty        | 52,47 SB   |
| Bieg na 800 m              | Annet Mwanzi      | 2:02,24  | Syntia Ellward    | 2:03,28 PB | Paulina Mikiewicz     | 2:03,70 SB |
| Bieg na 100 m przez płotki | Karolina Kołeczek | 12,91 PB | Jackie Coward     | 13,11      | Anne Zagré            | 13,12      |
| Skok wzwyż                 | Barbara Szabó     | 1,88     | Wita Pałamar      | 1,85       | Urszula Gardzielewska | 1,85       |
| Rzut młotem                | Anita Włodarczyk  | 74,29    | Joanna Fiodorow   | 69,44      | Malwina Kopron        | 68,56      |